# Kalvvatnet
Kalvvatnet es un lago de Noruega que se encuentra en el municipio de Namsskogan en Trøndelag; y Bindal en Nordland. Se eleva a 741 m del nivel del mar, cubriendo una superficie de 2,65 km² y contando con 16,05 km de orillas. Se encuentra en las coordenadas 65°3′16″N, 12°57′36″E. La mayor parte del lago está en Bindal, a unos 15 kilómetros al noroeste de la aldea de Namsskogan.